# سفارت کره جنوبی در بانکوک

سفارت کره جنوبی در بانکوک (به لاتین: Embassy of South Korea) یک سفارت در تایلند است که در بانکوک واقع شده‌است.